# Partido Renovador de Salta
El Partido Renovador de Salta (PRS, PaReS) es un partido político conservador de la provincia argentina de Salta. Fue fundado en octubre de 1982 por el exgobernador de facto Roberto Ulloa, quien fue elegido gobernador, en representación del mencionado partido, para el período 1991-1995.
En las elecciones a gobernador de 2007, el PRS formó una alianza con el Frente para la Victoria, lo que provocó el rechazo de parte de la antigua dirigencia del partido, entre ellos, Roberto Ulloa, quienes abandonaron el PRS y formaron un nuevo partido político, denominado Propuesta Salteña.
La alianza FPV-PRS, representada por Juan Manuel Urtubey, ganó los comicios y estuvo en la administración por el período 2007-2011, 2011-2015 y 2015-2019. El PRS gobierna, además, numerosos municipios de la provincia de Salta.
En 2019 el PRS apoyó la fórmula Alfredo Olmedo-Miguel Nanni para la gobernación.
En 2021 se realizan elecciones internas y la lista "Movimiento de recuperación renovadora" encabezada por Jorge Oscar Folloni retoma la presidencia del PRS con un total de 1636 votos de los afiliados contra el oficialismo en ese momento representado en Esteban Ivetich que logró 783 votos.

## Introducción
Las fuentes consultadas coinciden en que fueron al menos cuatro las vertientes que convergieron en la idea de renovar las formas de hacer política en la provincia. También hay coincidencia en que se pensó en crear una agrupación sustentada en la comunión de principios filosóficos y no un partido armado en torno a una persona.
A principios de la década de 1980 había un vacío político en la provincia. El partido que en los años 60 fue opción al justicialismo, el Movimiento Popular Salteño, estaba adormecido. Tras ser gobierno en dos oportunidades, en las elecciones del 11 de marzo de 1973 quedó relegado por el triunfo del justicialismo, que se impuso mayoritariamente en el país luego de años de proscripción.
Con la desaparición del líder máximo del MPS, Ricardo Joaquín Durand, se aceleró la dispersión de sus seguidores, debilitando aún más la posibilidad de una alternativa política. La Unión Cívica Radical, con un moderado caudal de sufragios, sólo alcanzaba a ser oposición, sin llegar a constituir una fuerza capaz de alcanzar el poder. Por otra parte, Salta siempre contó con un partido local "salteño", que sin ataduras representara a la provincia.
Ese era el panorama político salteño cuando comenzó a gestarse la idea de crear una alternativa a las viejas propuestas y prácticas de la política provincial.

## Origen del PRS
Sus principios se basan en los siguientes puntos:
I.- Respeto por el hombre: El hombre, creado a imagen y semejanza de Dios, es el destinatario de todas nuestras acciones. Por eso nuestra filosofía es humanista, ya que pone en el centro del pensamiento el respeto por el hombre, medida de todas las cosas.
II.- Valoración de la familia: Creemos que la familia preexiste al Estado y que éste debe apoyarla y resguardarla. La familia es el núcleo primario de la sociedad y la primera escuela de valores y de vida social. Porque creemos en la vida, nos oponemos al aborto.
III.- Libertad, solidaridad y responsabilidad social: Creemos en la eficacia de la libertad, pero introduciendo el concepto de solidaridad y de responsabilidad social.
IV.- Honestidad, austeridad y coherencia en su dirigencia: La honestidad y la austeridad y la coherencia constituyen principios esenciales de toda gestión pública. La corrupción no es un acto de viveza sino un delito, que importa apropiarse del esfuerzo de los ciudadanos. La austeridad como estilo de vida, importa optimizar los recursos de la comunidad. La coherencia importa dar testimonio en los hechos de los principios y valores que se declaran.
V.- Construcción de un Estado moderno, eficiente y ágil: Queremos un Estado ágil, moderno, eficiente y con la dimensión justa.
VI.- Defensa del funcionamiento de las instituciones: Creemos que la base de la convivencia social es el respeto irrestricto a la Constitución y a la ley. Damos significativa importancia a todos aquellos temas que hacen a la calidad de las instituciones, y a la vigencia efectiva del régimen republicano de gobierno, que garantiza libertad, equilibrio y control del poder.

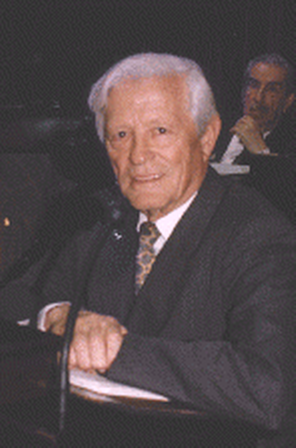
Roberto Ulloa', gobernador de la provincia de Salta. Fundador del PRS

'VII.- Defensa de la iniciativa privada: Creemos que la iniciativa privada debe asumir el rol principal en el proceso de generación de riqueza, teniendo el Estado la responsabilidad de proveer la infraestructura y eliminar las trabas que entorpecen su accionar.
'VIII.- Gestión ordenada y administración transparente de los bienes públicos: El objetivo del gobierno es el bien común, al que se llega a través de una gestión ordenada que se ajuste a las reglas de la buena administración.
'IX.- Descentralización del poder: Somos un partido federalista, porque esa es la forma de estado con la que se organizó un país tan extenso como es la Argentina. Federalismo es descentralización del poder para que éste tenga una inmediatez con el ciudadano y sus necesidades.
'X.- Descentralización de la actividad económica: Queremos el desarrollo armónico de la totalidad de la Provincia y de la Nación. Por eso buscamos la descentralización de la actividad económica, para que no haya dos Argentinas: la de la zona desarrollada y la de los marginados del interior. Tampoco queremos marginación alguna dentro del territorio provincial, porque marginar una zona es marginar al hombre que vive en ella.

## Los locales partidarios
Fundado el PRS, se hizo necesario disponer de un local en el cual desarrollar la actividad partidaria. Fue entonces que Celin Balut cedió uno de su empresa, ubicado en el pasaje Ernesto Cornejo Saravia al 190, frente a la Terminal de Ómnibus.
Ese fue el primer local identificado como sede partidaria, donde se hizo el primer acto público y donde Roberto Augusto Ulloa firmó la ficha de afiliación en 1983.
Al poco tiempo, debido a la gran afluencia de gente interesada en sumarse al PRS, fue necesario contar con mayor espacio para las reuniones y demás actividades. Se alquiló entonces el local de Santiago del Estero 331, donde día a día se fueron sumando nuevos militantes: amas de casa, jóvenes trabajadores, empleados públicos, docentes, profesionales, estudiantes.
Allí se desarrolló el arduo trabajo de las primeras elecciones en que participó el PRS, las del 30 de octubre de 1983, que le dieron 52 mil votos en la provincia y le permitió ingresar 15 diputados a la Legislatura. "Fue un excelente tercer puesto, logramos representación en Capital, Anta, Metán, Orán, Tartagal", recuerda Eduardo Fernández García.
Durante diez años, el local de la calle Santiago del Estero fue el centro de irradiación del ideario renovador, el lugar de encuentro de los militantes, donde se forjó la esperanza y donde miles de afiliados y simpatizantes festejaron el triunfo del 27 de octubre de 1991, cuando la fórmula gubernamental Ulloa-Gómez Diez se consagró victoriosa con 210 mil votos y la comuna capitalina quedó también en manos renovadoras, con Víctor Abelardo Montoya consagrado intendente con más de 90 mil votos.
El PRS necesitaba una casa propia, y así fue que el 23 de octubre de 1992, al celebrar los diez años de su fundación, inauguró la nueva sede, ubicada en Rivadavia 453. Era presidente del Comité Central, Jorge Oscar Folloni, la vicepresidencia primera la ocupaba Héctor Alberto Gardey, y la vicepresidencia segunda, Ennio Pedro Pontussi.